# Gastronomia de la Xina
La gastronomia de la Xina és la gastronomia tradicional autòctona a la Xina. En realitat és un conjunt de moltes cuines regionals.
Aquesta cuina s'ha expandit a altres parts del món, des del sud-est d'Àsia passant pel continent americà i fins i tot a Europa; especialment a través de locals de menjar per a emportar i de restaurants de menjar ràpid. Cal tenir present però que els plats i preparacions que s'ofereixen a aquests llocs sovint poden no ser xinesos, i alguns de vegades són barreges entre alguna especialitat xinesa adaptada i modificada als gustos locals.

## Aspectes culturals
La cuina xinesa està íntimament relacionada, no només amb la societat, sinó també amb la filosofia i la medicina xinesa. Distingeix entre cai (verdures cuinades i per extensió tot el que acompanya els cereals) i els cereals en si, fan. Els aliments yin (femenins) són aliments tendres i rics en aigua com les fruites i les verdures, i tenen un efecte resfrescant. Els aliments yang (masculins) inclouen els plats fregits, especiats i a base de carns, i serveixen per reescalfar. Si tot menjar ha d'harmonitzar els sabors, els menjars xinesos també han de buscar un equilibri entre el fred i el calent, els colors i la consistència dels diversos aliments. Per això les tècniques culinàries xineses són nombroses i particularment variades.
La successió de plats tal com es coneix als països occidentals és substituïda per la recerca de l'equilibri entre els cinc sabors bàsics (dolç, salat, àcid, amarg i picant). Per això, els plats amb gust exclusivament dolç només s'ofereixen al final dels festins donats amb motiu de grans celebracions. La vista també té un paper important en la presentació dels plats. Alguns plats se serveixen amb fins essencialment terapèutics, com els nius d'orenetes o les aletes de taurons, que són ingredients insípids. El concepte de la complementarietat entre el fred i el calent, heretat de la medicina xinesa, es pren particularment en compte a la cuina del sud de la Xina.

## Components
Concebuda des d'una perspectiva cultural i terapèutica, la cuina xinesa estructura els àpats al voltant d'un conjunt d'ingredients complementaris repartits en dos grups:
1. Una font de carbohidrat sobre midó, conegut com a 主食 en xinès (zhǔshí, lit. "menjar principal", aliment bàsic) - generalment arròs, pasta, o mantou (panets al vapor).
2. Plats d'acompanyament de vegetals, peix, carn, o altres articles, aquesta part es coneix com a 菜 (cài, lit. "vegetal") en xinès. Aquesta conceptualització cultural està en contrast d'alguna manera amb el concepte de la cuina occidental on la carn o les proteïnes animals es consideren el  plat principal.

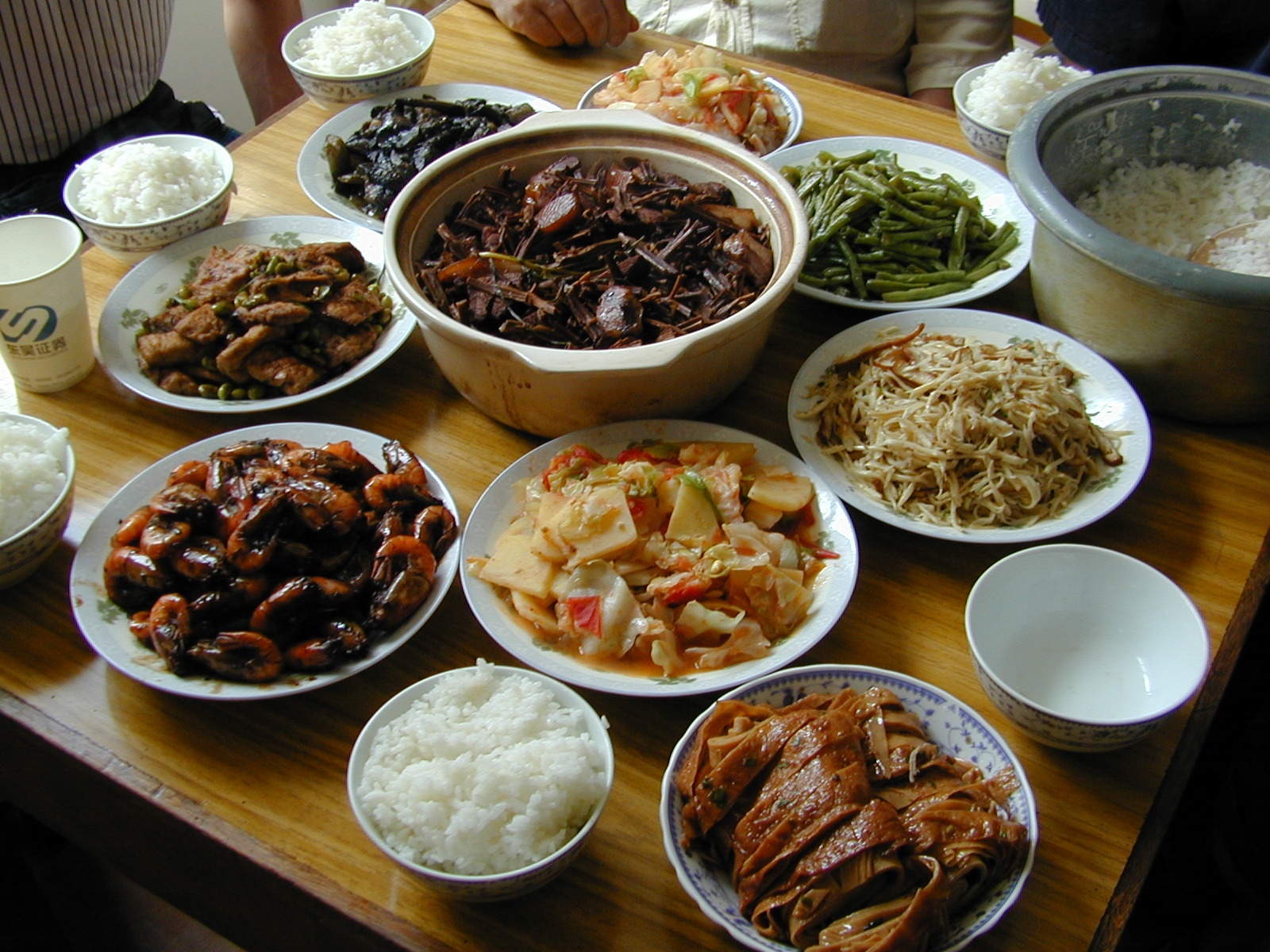
Un conjunt de plats típics de la cuina xinesa a la província Suzhou, Jiangsu, amb bols de arròs, gambes, albergínia, i tofu fermentat, vegetals, ànec, i una font central amb carn i bambú. Hi ha 6 bols d'arròs, un per persona.

Tal com se sap, el component bàsic és l'arròs, aquest component és crític i unificador de molts plats de la cuina xinesa. Unificador per existir innombrables variants regionals en moltes parts de la Xina, però aquest ingredient és present en tots ells, en especial al sud de la Xina. Per contra, els productes basats en blat que inclouen la pasta i els panets al vapor (馒头) són predominants al nord de la Xina, on l'arròs no és tan dominant en els plats. Tot i la importància de l'arròs a la cuina xinesa, en casos extremadament formals, si no s'ha servit arròs i ja no hi ha plats sobre la taula, en aquest cas, se serveix arròs als comensals. La sopa que se serveix generalment al final del menjar per sadollar d'aquesta manera la gana del comensal. El costum de servir sopa al començament dels àpats prové dels costums culinaris d'occident en aquests temps moderns.
El moviment vegetarià a la Xina és gairebé nul i, si n'hi ha, sol ser d'origen budista. Moltes de les verdures a la cuina xinesa no se serveixen crues pel fet que tradicionalment es feien servir les deposicions humanes com a adob en el cultiu.
Els freqüents períodes de fam que tradicionalment han assolat el país han portat els xinesos a elaborar receptes que permetessin acomodar totes les parts comestibles dels animals, com budells, cartílags, caps, urpes d'aus, etc.
El te és la beguda més consumida a la Xina. Tradicionalment, la cervesa i l'alcohol d'arròs es reserven per a celebracions i festes. En els àpats de cada dia, no se serveixen begudes i els comensals sadollen la set amb sopes i brous. La cuina tradicional xinesa no fa servir llet, a causa de la intolerància a la lactosa que és molt estesa en molts països asiàtics.
Les postres són menys típics en la cuina xinesa que en les gastronomies d'occident, no és costum que els àpats finalitzin amb unes postres. Els menjars dolços s'introdueixen sovint durant el transcurs del menjar sense distinció. Per exemple, les fruites es fan servir com a acompanyament d'alguns plats. Per tant, les postres no existeixen en la cuina xinesa. El que podem esmentar com a postres són plats dolços, molts d'ells fregits i incorporen la pasta de mongetes vermella (dousha). El Matu i el doushabao s'omplen amb dousha i es prenen sovint com esmorzar, el dousha es pren sovint amb els panets al vapor, alguns d'ells té forma de pera, un símbol cultural important a la Xina. Un altre plat dolç és el Baba Fan (八宝饭) o "Púding d'arròs vuit tresors".
El tofu és un invent xinès. Constitueix la base d'una desena d'aliments que es consumeixen sovint a causa del seu preu econòmic. El tofu es consumeix acompanyat per fècules: al sud de la Xina s'acompanya d'arròs cuit al vapor sense altre afegit, i al nord de la Xina es consumeix amb pasta, creps o pans de farina de blat cuits al vapor.

### Bastonets
A la cuina xinesa els bastonets s'empren com estris o coberteria per menjar aliments sòlids, mentre que les sopes i altres líquids es prenen amb una cullera especial amb el fons pla (tradicionalment feta de ceràmica). Es pot comprovar que els bastonets de fusta estan cedint en el seu ús a causa de l'escassetat de fusta i l'excessiva tala d'arbres a la Xina i a l'est d'Àsia, molts xinesos en l'actualitat mengen en els establiments públics amb bastonets fets de bambú o de plàstic que respecten més el medi ambient. En el passat es van elaborar aquests bastonets amb materials més cars com l'ivori i l'argent. D'altra banda, es té de vegades el costum poc higiènic en alguns petits restaurants de reutilitzar els bastonets. A la majoria dels plats de la cuina xinesa, els aliments es preparen en petites porcions (per exemple els vegetals, la carn, el doufu), perquè es puguin menjar directament pinçats mitjançant els bastonets. Tradicionalment la cultura xinesa ha considerat l'ús dels ganivets i forquilles a la taula com un acte bàrbar pel fet que aquests coberts s'empren en la guerra com armes.
El peix s'elabora cuit i se serveix sencer, els comensals pincen els trossos de peix i se'n mengen trossos. Aquesta forma de servir el peix garanteix el comensal que està menjant un peix el més fresc possible. Una dita xinesa diu: "inclosos cap i cua" fent referència al compliment complet d'una certa tasca, en aquest cas, és similar la dita per la forma de servir el peix.

### Usos
En un menjar xinès, cada comensal té el seu propi bol d'arròs i els plats se serveixen amb caràcter comunal a una taula en un bol o safata, aquesta forma és coneguda en algunes cuines occidentals com "estil familiar". En el menjar cada comensal pren un tros dels plats comunals pinça amb els bastonets tros a tros, aquest és un contrast evident amb els usos culinaris d'occident en el qual se serveix individualment en els plats al començament dels àpats. Molts dels habitants de la Xina se senten incòmodes permetent que una persona introdueixi els seus propis bastonets (que potser tenen traces de saliva) en els plats comunals, per aquesta raó higiènica se serveixen sovint uns plats a part perquè es pugui separar aquests aliments.

## Condiments

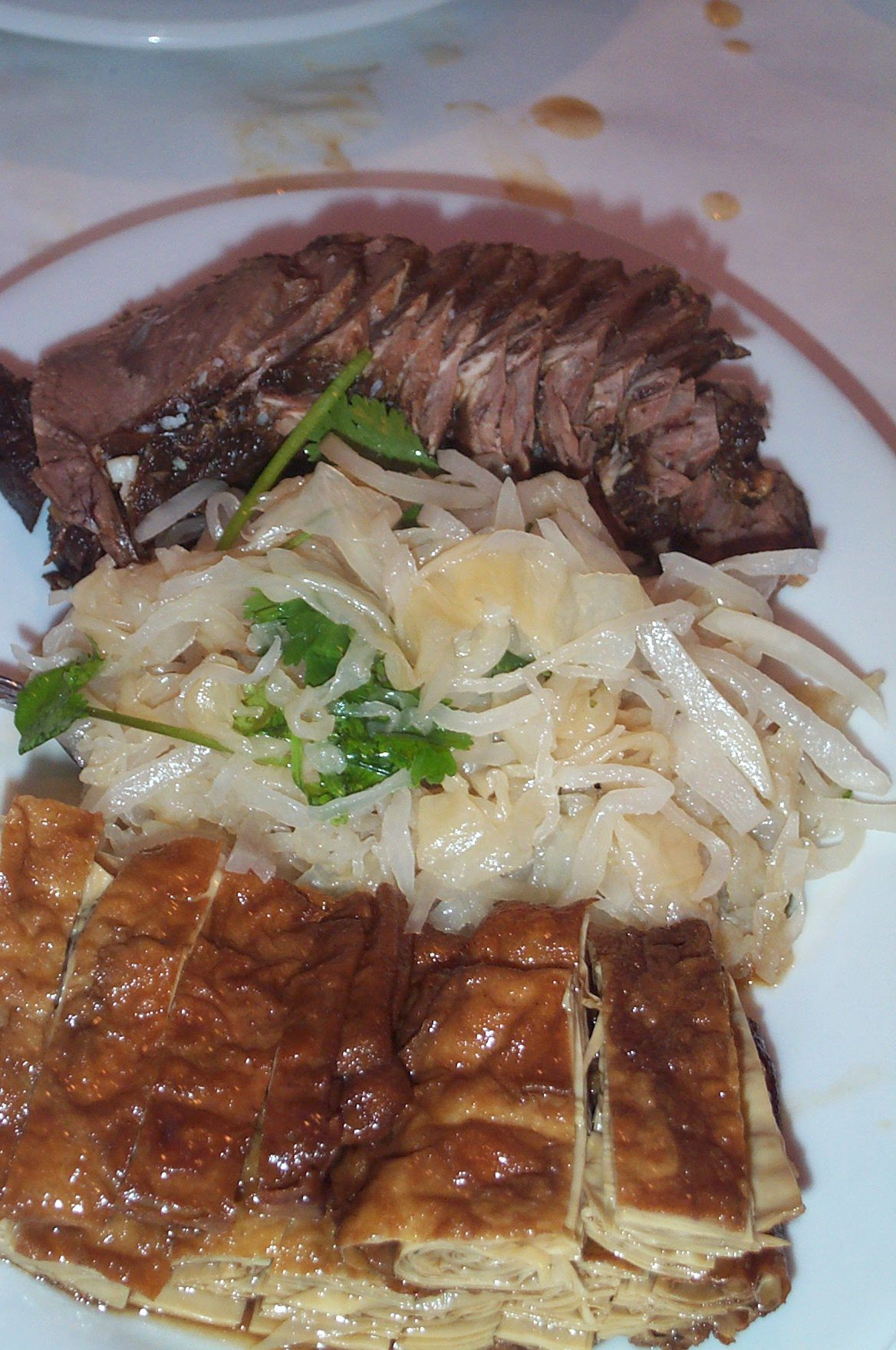
aperitius.

- Pols de cinc espècies o pols cinc sabors: És un curri preparat amb anís estrellat, llavors de fonoll, clau d'olor, canyella i pebre de Sichuan. És conegut com a  Um Gion Fan  (cinc sabors). S'utilitza per marinar o cuinar.
- Brots de soja o "Dents de drac"
- Salsa de tamarinde
- Fesols tausi o fesols negres salats.
- Pak choy
- Algues
- Gambetes seques
- Cebollí
- Gingebre
- Fideus d'arròs
- Pebre de Sichuan, en realitat no és un pebre sinó les baies seques de l'espinós arbre de freixe, autòcton de Sichuan. Els seus grans s'han de torrar en un wok i després moldre'ls en un morter.
- Oli de sèsam és un dels sabors més característics de la cuina xinesa. S'obté premsant en fred les llavors de sèsam.
- Vi d'arròs. Elaborat a partir d'arròs glutinós o mill glutinós fermentat, i envellit durant deu anys o més. El vi d'arròs és un líquid dolç i amb baixa graduació alcohòlica. Es consumeix tant per beure com per cuinar.
- Salsa d'ostres
- Salsa de peix
- Bambú
- Salsa de soia
- Salsa agredolça

## Variants locals

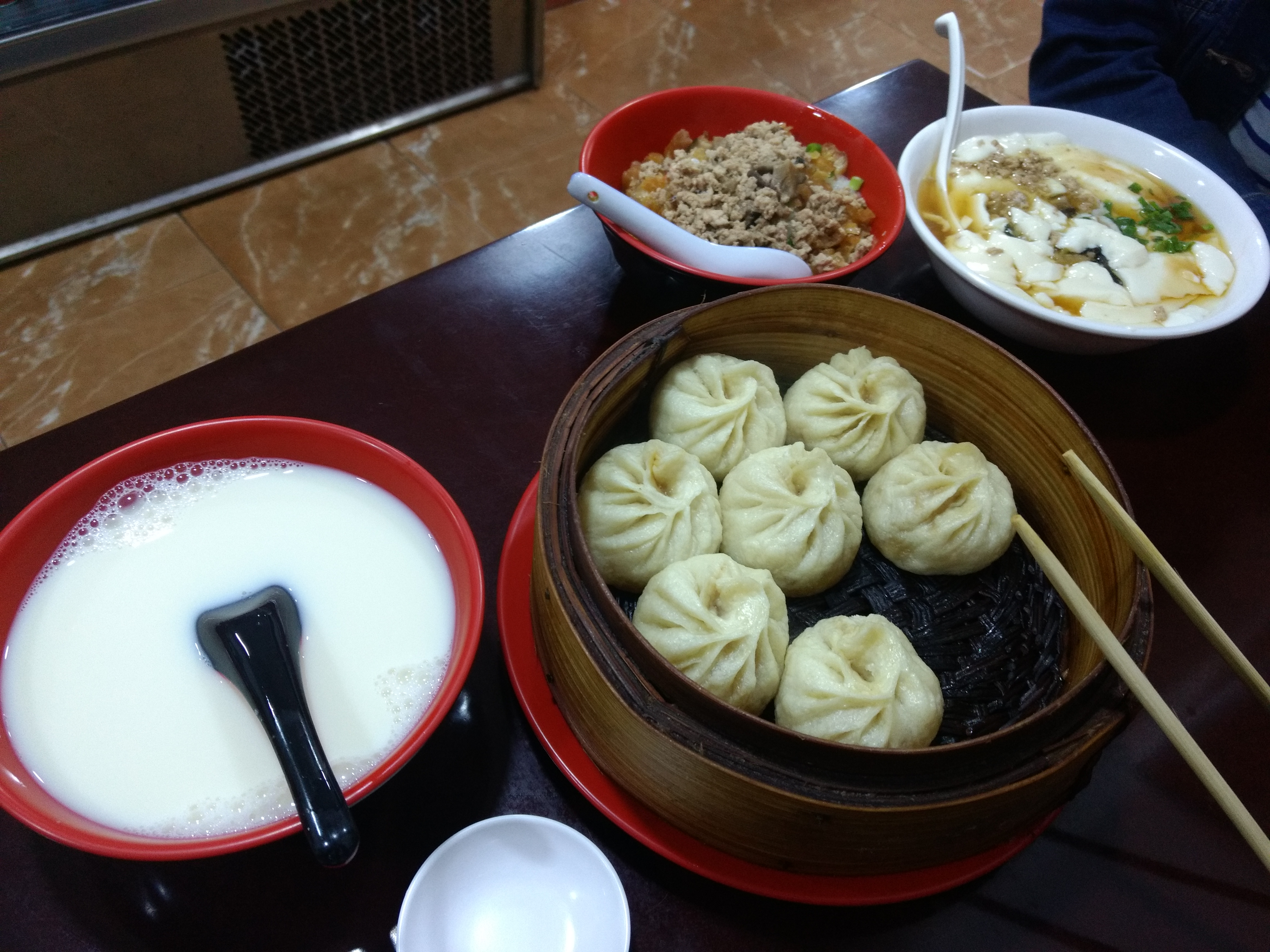
Desdejuni xinès servit a un restaurant de València.

La quantitat de variants regionals en la cuina xinesa és immensa, tal com correspon a un país d'aquesta extensió. Les cuines regionals poden enumerar com:

### Regions principals de la Xina
Els noms de les diferents cuines deriven de la regió excepte on s'indica 
- Cuina del nord de la Xina
- Cuina mandarí
- Cuina de Jiang-Huai
- Cuina cantonesa (província de Guangdong)
- Cuina de Chiuchow (regió de Chaozhou, Guangdong)
- Cuina de hakka (Grup ètnic de hakka)
- Cuina de Hunan
- Cuina de Xangai
- Cuina de Sichuan
- Cuina de Fujian
- Cuina de Yunnan
- Cuina de Hainan
- Cuina de Xinjiang

### Altres regions
- Cuina de Hong Kong
- Cuina de Macau
- Cuina de Taiwan
- Cuina de Nanyang, és una cuina de la regió de Nanyang o del sud-est de la diàspora xinesa.